# Церковь Фрёйель
Церковь Фрёйель (швед. Fröjels kyrka) — средневековая церковь во Фрёйеле на шведском острове Готланд. Возможно, она была построена не только как храм, но и как оборонительное сооружение. Стилистически она представляет собой смесь романской и готической архитектуры и содержит фрески начала XIV века. Церковь Фрёйель относится к диоцезу Висбю Церкви Швеции .

## История и архитектура
Церковь Фрёйель, вероятно, служила не только местом для богослужений и молитв, но и как убежище в случае опасности или вооружённого конфликта. Об этом свидетельствуют выгодное для крепости расположение на возвышенности неподалёку от моря и находящиеся рядом с церковью руины средневековой оборонительной башни. Церковь была построена недалеко от дохристианского лабиринта, что указывает на древность заселения этой территории.
Церковь была построена из известняка. Неф, самая старая её часть, была возведена в конце XII века. Башню построили несколько позже, а большой хор — примерно в 1300 году. При этом последний выполнен в готическом стиле, а не в романском как вся остальная церковь. Вероятно, существовали планы перестроить всю церковь в готическом стиле, но по неизвестной причине они были реализованы только в отношении хора.
Интерьер церкви украшает несколько средневековых фресок, изображающих драконов, оленей, львов и грифонов, а также ангела и епископа. Они датируются началом XIV века. Основание купели было изготовлено мастером-скульптором Бюзантиосом, а её верхняя часть относится к XIV веку. В церкви Фрёйель также помещён большой средневековый триумфальный крест. К более поздним элементам интерьера церкви относятся алтарь и кафедра, датируемые XVII веком.